# Wakken
Pour les articles homonymes, voir Wacken.
Wakken, anciennement Wacken, est une section de la commune belge de Dentergem située en Région flamande dans la province de Flandre-Occidentale. C'était une commune à part entière avant la fusion des communes de 1977.

## Démographie

### Évolution démographique
- Sources : INS, Rem. : 1831 jusqu'en 1970 = recensements, 1976 = nombre d'habitants au 31 décembre[2].

## Histoire
Un wak était autrefois un endroit très marécageux. Le nom de la commune proviendrait de wack-hem (lieu humide). Dassonville croit que « Wackinna » est un pluriel roman signifiant terre appartenant à quelque chose portant le nom commençant par « wak », le nom d'une personne ou d'une rivière.
Wakken est l'une des sept plus anciennes paroisses de Flandre occidentale. En 791 une charte mentionne Wakken pour la première fois : « in villa noncupante UUackinio ». Le nom de la commune changea plusieurs fois par la suite : Wackine (870), Wackinna (1010), Wachines (1183), Wackene (1351), Wacken (1467) et enfin depuis 1915, Wakken. Au Moyen Age, c'était une ville sans portes. La seigneurie de Wakken a longtemps appartenu aux seigneurs de Harelbeke. De 1480 à 1707, la cour de Wackene fut la résidence d'une branche des Bourguignons, la famille Bourgogne-Wackene. En 1480, un fils bâtard de Philippe le Bon, Antoine Ier de Bourgogne, séjourne à Wakken. Son fils, Antoine II de Bourgogne, épousa la fille d'Andries Andriessen, chevalier et seigneur de Wakken. Leur fils, Adolphe de Bourgogne, acquit les titres de gouverneur de Zélande, de vice-amiral de Flandre et d'émissaire spécial du roi Philippe II. Le château de Wakken (nl) était un véritable palais entouré de parcs, où se déroulaient de grandes fêtes et réceptions. En 1614, la seigneurie de Wakken est élevée au rang de baronnie et en 1626 au rang de comté. Jusqu'en 1823, Wakken avait son propre arrondissement. Depuis lors, il appartient au district de Tielt.
Depuis 1977, Wakken fait partie de la commune fusionnée de Dentergem.

## Personnalités nées à Wakken
- Jodocus Hondius (1563-1612), graveur et cartographe
- Joris Van Severen (1894-1940), homme politique
- Norbert Callens (1924-2005), coureur cycliste
- Gwij Mandelinck, poète né en 1937